# Gare d’Ajaccio
Gare d'Ajaccio – stacja kolejowa w Ajaccio, w regionie Korsyka, w departamencie Korsyka Południowa, we Francji. Jest stacją końcową linii Bastia - Ajaccio.